# Liste der griechischen Abgeordneten zum EU-Parlament (1994–1999)
Die Liste der griechischen Abgeordneten zum EU-Parlament (1994–1999) listet alle griechischen Mitglieder des 4. Europäischen Parlaments nach der Europawahl in Griechenland 1994.

## Mandatsstärke der Parteien
- GUE/NGL: 4
- SPE: 10
- EVP: 9
- EDA: 2

| Nationale Partei                          | Mandate | Fraktion                                                                                                 |
| ----------------------------------------- | ------- | --- |
| Panellinio Sosialistiko Kinima (PASOK)    | 10      | Fraktion der Sozialdemokratischen Partei Europas (SPE)                                                   |
| Nea Dimokratia (ND)                       | 9       | Fraktion der Europäischen Volkspartei (EVP)                                                              |
| Synaspismos (SYN)                         | 2       | Konföderale Fraktion der Vereinten Europäischen Linken/Nordischen Grünen Linken (GUE/NGL)                |
| Kommunistische Partei Griechenlands (KKE) | 2       | Konföderale Fraktion der Vereinten Europäischen Linken/Nordischen Grünen Linken (GUE/NGL)                |
| Politiki Anixi (POLAN)                    | 2       | Fraktion der Sammlungsbewegung der Europäischen Demokraten (EDA)Union für Europa (UfE) (ab 5. Juli 1995) |
| Gesamt                                    | 25      | |

## Abgeordnete
| Bild | MEP                      | von             | bis             | Partei | Fraktion | Anmerkungen                                                      |
| ---- | ------------------------ | --------------- | --------------- | ------ | -------- | ---------------------------------------------------------------- |
|      | Alekos Alavanos          | 19. Juli 1994   | 19. Juli 1999   | SYN    | GUE/NGL  |                                                                  |
|      | Georgios Anastassopoulos | 19. Juli 1994   | 19. Juli 1999   | ND     | EVP      |                                                                  |
|      | Stelios Agyros           | 19. Juli 1994   | 19. Juli 1999   | ND     | EVP      |                                                                  |
|      | Paraskevas Avgerinos     | 19. Juli 1994   | 19. Juli 1999   | PASOK  | SPE      |                                                                  |
|      | Efthymios Christodoulou  | 19. Juli 1994   | 19. Juli 1999   | ND     | EVP      |                                                                  |
|      | Katerina Daskalaki       | 19. Juli 1994   | 19. Juli 1999   | POLAN  | EDAUfE   |                                                                  |
|      | Giorgos Dimitrakopoulos  | 19. Juli 1994   | 19. Juli 1999   | ND     | EVP      |                                                                  |
|      | Vassilis Ephremidis      | 19. Juli 1994   | 19. Juli 1999   | KKE    | GUE/NGL  |                                                                  |
|      | Konstantinos Hatzidakis  | 19. Juli 1994   | 19. Juli 1999   | ND     | EVP      |                                                                  |
|      | Nikitas Kaklamanis       | 19. Juli 1994   | 19. Juli 1999   | POLAN  | EDAUfE   |                                                                  |
|      | Anna Karamanou           | 6. Februar 1997 | 19. Juli 1999   | PASOK  | SPE      | Nachgerückt für Yannos Kranidiotis                               |
|      | Giorgos Katiforis        | 19. Juli 1994   | 19. Juli 1999   | PASOK  | SPE      |                                                                  |
|      | Konstadinos Klironomos   | 19. Juli 1994   | 19. Juli 1999   | PASOK  | SPE      |                                                                  |
|      | Angela Kokkola           | 19. Juli 1994   | 19. Juli 1999   | PASOK  | SPE      |                                                                  |
|      | Yannos Kranidiotis       | 24. Januar 1995 | 3. Februar 1997 | PASOK  | SPE      | Nachgerückt für Christos Papoutsis; Nachrückerin: Anna Karamanou |
|      | Irini Lambraki           | 19. Juli 1994   | 19. Juli 1999   | PASOK  | SPE      |                                                                  |
|      | Panayotis Lambrias       | 19. Juli 1994   | 19. Juli 1999   | ND     | EVP      |                                                                  |
|      | Nana Mouskouri           | 19. Juli 1994   | 19. Juli 1999   | ND     | EVP      |                                                                  |
|      | Stylianos Panagopoulos   | 19. Juli 1994   | 19. Juli 1999   | PASOK  | SPE      |                                                                  |
|      | Mihalis Papagiannakis    | 19. Juli 1994   | 19. Juli 1999   | SYN    | GUE/NGL  |                                                                  |
|      | Christos Papoutsis       | 19. Juli 1994   | 23. Januar 1995 | PASOK  | SPE      | Nachrücker: Yannos Kranidiotis                                   |
|      | Yiannis Roubatis         | 19. Juli 1994   | 19. Juli 1999   | PASOK  | SPE      |                                                                  |
|      | Pavlos Sarlis            | 19. Juli 1994   | 19. Juli 1999   | ND     | SPE      |                                                                  |
|      | Ioannis Theonas          | 19. Juli 1994   | 19. Juli 1999   | KKE    | GUE/NGL  |                                                                  |
|      | Antonios Trakatellis     | 19. Juli 1994   | 19. Juli 1999   | ND     | EVP      |                                                                  |
|      | Dimitris Tsatsos         | 19. Juli 1994   | 19. Juli 1999   | PASOK  | SPE      |                                                                  |